# 早田氏蛇根草
早田氏蛇根草（学名：Ophiorrhiza hayatana），也叫瘤果蛇根草，为茜草科蛇根草属的植物，为台灣的特有植物。分布于台灣本島，多生在中海拔地区的阔叶林中，目前尚未由人工引种栽培。